# Évolution du collège épiscopal français en 2021
Liste des évêques français
- 2017
- 2018
- 2019
- 2020
- 2021
- 2022
- 2023
- 2024
- 2025

Cette page a pour but de présenter les évolutions intervenues au sein du collège épiscopal français au cours de l'année 2021, ainsi que la situation des évêques des diocèses de France métropolitaine et d'outre-mer, mais également des évêques français exerçant pour la curie romaine ou pour des diocèses étrangers au 31 décembre 2021.

## Évolution du1erjanvier au 31 décembre 2021
L'année 2021 aura été marquée en particulier par les nominations des nouveaux archevêques d'Avignon, de Toulouse et d'Alger, par la disparition du cardinal Albert Vanhoye et par la démission de Michel Aupetit.
| Date              | Événement                                                         | Titre                                                                           |
| ----------------- | ----------------------------------------------------------------- | ------------------------------------------------------------------------------- |
| 9 janvier 2021    | Retrait de Michel Santier                                         | Évêque émérite de Créteil                                                       |
| 9 janvier 2021    | Nomination de Dominique Blanchet                                  | Évêque de Créteil                                                               |
| 10 janvier 2021   | Installation de Jacques Habert                                    | Évêque de Bayeux et Lisieux                                                     |
| 11 janvier 2021   | Démission de Jean-Pierre Cattenoz                                 | Archevêque émérite d'Avignon                                                    |
| 11 janvier 2021   | Nomination de Georges Pontier                                     | Administrateur apostolique de l'archidiocèse d'Avignon                          |
| 6 février 2021    | Nomination de Luc Crepy                                           | Évêque de Versailles                                                            |
| 14 février 2021   | Ordination épiscopale et installation de Jean-Luc Garin           | Évêque de Saint-Claude                                                          |
| 26 février 2021   | Mort d'Yves Ramousse                                              | Évêque titulaire de Pisita Vicaire apostolique émérite de Phnom-Penh (Cambodge) |
| 28 février 2021   | Installation de Dominique Blanchet                                | Évêque de Créteil                                                               |
| 20 mars 2021      | Nomination de Gérard Le Stang                                     | Évêque d'Amiens                                                                 |
| 29 mars 2021      | Nomination de Marc Beaumont                                       | Évêque de Moulins                                                               |
| 8 avril 2021      | Nomination de Michel Dubost                                       | Administrateur apostolique du diocèse de Cayenne                                |
| 11 avril 2021     | Installation de Luc Crepy                                         | Évêque de Versailles                                                            |
| 6 mai 2021        | Mort de Georges Perron                                            | Évêque émérite de Djibouti (Djibouti)                                           |
| 11 mai 2021       | Nomination de François-Xavier Bustillo                            | Évêque d'Ajaccio                                                                |
| 13 mai 2021       | Démission de Jean-Yves Riocreux                                   | Évêque émérite de Basse-Terre et Pointe-à-Pitre                                 |
| 13 mai 2021       | Nomination de David Macaire                                       | Administrateur apostolique du diocèse de Basse-Terre et Pointe-à-Pitre          |
| 13 mai 2021       | Ordination épiscopale et installation de Gérard Le Stang          | Évêque d'Amiens                                                                 |
| 16 mai 2021       | Ordination épiscopale et installation de Marc Beaumont            | Évêque de Moulins                                                               |
| 11 juin 2021      | Nomination de François Fonlupt                                    | Archevêque d'Avignon                                                            |
| 11 juin 2021      | Démission de Bruno Grua                                           | Évêque émérite de Saint-Flour                                                   |
| 11 juin 2021      | Nomination de Didier Noblot                                       | Évêque de Saint-Flour                                                           |
| 13 juin 2021      | Ordination épiscopale et installation de François-Xavier Bustillo | Évêque d'Ajaccio                                                                |
| 24 juin 2021      | Mort d'Alain Lebeaupin                                            | Archevêque titulaire de Vico Equense (de) Nonce apostolique émérite             |
| 26 juin 2021      | Nomination de Gilles Reithinger                                   | Évêque titulaire de Saint-Papoul Évêque auxiliaire de Strasbourg                |
| 4 juillet 2021    | Ordination épiscopale de Gilles Reithinger                        | Évêque titulaire de Saint-Papoul Évêque auxiliaire de Strasbourg                |
| 11 juillet 2021   | Installation de François Fonlupt                                  | Archevêque d'Avignon                                                            |
| 17 juillet 2021   | Nomination de Bruno Feillet                                       | Évêque de Séez                                                                  |
| 23 juillet 2021   | Mort de Michel Guyard                                             | Évêque émérite du Havre                                                         |
| 29 juillet 2021   | Mort du cardinal Albert Vanhoye                                   | Cardinal-prêtre de Santa Maria della Mercede e Sant'Adriano a Villa Albani      |
| 1er août 2021     | Mort de Guy Herbulot                                              | Évêque émérite d'Évry-Corbeil-Essonnes                                          |
| 10 août 2021      | Démission de Robert Wattebled                                     | Évêque émérite de Nîmes, Uzès et Alès                                           |
| 10 août 2021      | Nomination de Nicolas Brouwet                                     | Évêque de Nîmes, Uzès et Alès                                                   |
| 13 août 2021      | Démission de Jean-Christophe Lagleize                             | Évêque émérite de Metz                                                          |
| 13 août 2021      | Nomination de Jean-Pierre Vuillemin                               | Administrateur apostolique du diocèse de Metz                                   |
| 23 août 2021      | Mort de Jean Orchampt                                             | Évêque émérite d'Angers                                                         |
| 6 septembre 2021  | Mort de Claude Azéma                                              | Évêque titulaire de Murcona (de) Évêque auxiliaire émérite de Montpellier       |
| 7 septembre 2021  | Mort de François Favreau                                          | Évêque émérite de Nanterre                                                      |
| 12 septembre 2021 | Ordination épiscopale et installation de Didier Noblot            | Évêque de Saint-Flour                                                           |
| 18 septembre 2021 | Installation de Nicolas Brouwet                                   | Évêque de Nîmes, Uzès et Alès                                                   |
| 19 septembre 2021 | Installation de Bruno Feillet                                     | Évêque de Séez                                                                  |
| 1er octobre 2021  | Démission de Joël Mercier                                         | Secrétaire émérite de la Congrégation pour le clergé                            |
| 2 octobre 2021    | Nomination de Denis Jachiet                                       | Évêque de Belfort-Montbéliard                                                   |
| 15 octobre 2021   | Nomination de Guillaume Leschallier de Lisle                      | Évêque titulaire de Pisita Évêque auxiliaire de Meaux                           |
| 14 novembre 2021  | Installation de Denis Jachiet                                     | Évêque de Belfort-Montbéliard                                                   |
| 28 novembre 2021  | Ordination épiscopale de Guillaume Leschallier de Lisle           | Évêque titulaire de Pisita Évêque auxiliaire de Meaux                           |
| 2 décembre 2021   | Démission de Michel Aupetit                                       | Archevêque émérite de Paris                                                     |
| 2 décembre 2021   | Nomination de Georges Pontier                                     | Administrateur apostolique de Paris                                             |
| 8 décembre 2021   | Démission d'Yves Monot                                            | Evêque émérite d'Ouesso (République du Congo)                                   |
| 9 décembre 2021   | Démission de Robert Le Gall                                       | Archevêque émérite de Toulouse, Saint Bertrand de Comminges et Rieux            |
| 9 décembre 2021   | Nomination de Guy de Kerimel                                      | Archevêque métropolitain de Toulouse, Saint Bertrand de Comminges et Rieux      |
| 10 décembre 2021  | Nomination d'Alain Ransay                                         | Évêque de Cayenne                                                               |
| 11 décembre 2021  | Nomination d'Alexandre Joly                                       | Évêque de Troyes                                                                |
| 27 décembre 2021  | Démission de Paul Desfarges                                       | Archevêque émérite d'Alger (Algérie)                                            |
| 27 décembre 2021  | Nomination de Jean-Paul Vesco                                     | Archevêque métropolitain d'Alger (Algérie)                                      |

Soit pour l'année 2021 :
- Seize nominations dont
  - Sept nominations de nouveaux évêques en France
  - Huit transferts d'évêques
  - Une nomination d'évêque français au service d'un diocèse étranger
- Sept ordinations épiscopales
- Dix départs en retraite ou démissions
- Neuf décès

## Situation des évêques français au 31 décembre 2021

### France métropolitaine
- Agen : Hubert Herbreteau
- Aire et Dax : Nicolas Souchu ; Hervé Gaschignard, évêque émérite
- Aix-en-Provence et Arles : Christophe Dufour, archevêque
- Ajaccio : François-Xavier Bustillo
- Albi, Castres et Lavaur : Jean Legrez, archevêque
- Amiens : Gérard Le Stang
- Angers : Emmanuel Delmas
- Angoulême : Hervé Gosselin ; Claude Dagens, évêque émérite
- Annecy : Yves Boivineau
- Arras, Boulogne sur Mer et Saint Omer : Olivier Leborgne ; Jean-Paul Jaeger, évêque émérite
- Auch, Condom, Lectoure et Lombez : Bertrand Lacombe, archevêque ; Maurice Gardès, archevêque émérite ; Maurice Fréchard, archevêque émérite
- Autun, Chalon et Mâcon : Benoît Rivière ; Raymond Séguy, évêque émérite
- Avignon : François Fonlupt, archevêque ; Jean-Pierre Cattenoz, archevêque émérite
- Bayeux et Lisieux : Jacques Habert ; Jean-Claude Boulanger, évêque émérite
- Bayonne, Lescar et Oloron : Marc Aillet ; Pierre Molères, évêque émérite
- Beauvais, Noyon et Senlis : Jacques Benoit-Gonnin
- Belfort-Montbéliard : Denis Jachiet ; Claude Schockert, évêque émérite
- Belley-Ars : Pascal Roland ; Guy Bagnard, évêque émérite
- Besançon : Jean-Luc Bouilleret, archevêque métropolitain
- Blois : Jean-Pierre Batut ; Maurice de Germiny, évêque émérite
- Bordeaux et Bazas : Jean-Paul James, archevêque métropolitain ; Jean-Marie Le Vert, évêque auxiliaire ; cardinal Jean-Pierre Ricard, archevêque émérite
- Bourges : Jérôme Beau, archevêque ; Armand Maillard, archevêque émérite ; Hubert Barbier, archevêque émérite
- Cahors : Laurent Camiade
- Cambrai : Vincent Dollmann, archevêque
- Carcassonne et Narbonne : Alain Planet ; Jacques Despierre, évêque émérite
- Châlons-en-Champagne : François Touvet ; Gilbert Louis, évêque émérite
- Chambéry, Maurienne et Tarentaise : Philippe Ballot, archevêque
- Chartres : Philippe Christory
- Clermont : François Kalist, archevêque métropolitain
- Coutances et Avranches : Laurent Le Boulc'h
- Créteil : Dominique Blanchet ; Michel Santier, évêque émérite ; Daniel Labille, évêque émérite
- Digne-les-Bains, Riez et Sisteron : Jean-Philippe Nault ; François-Xavier Loizeau, évêque émérite
- Dijon : Roland Minnerath, archevêque métropolitain
- Évreux : Christian Nourrichard
- Évry-Corbeil-Essonnes : Michel Pansard ; Michel Dubost, évêque émérite ;
- Fréjus et Toulon : Dominique Rey
- Gap et Embrun : Xavier Malle ; Jean-Michel Di Falco, évêque émérite
- Grenoble et Vienne : vacant
- Langres : Joseph de Metz-Noblat ; Philippe Gueneley, évêque émérite
- La Rochelle et Saintes : Georges Colomb ; Bernard Housset, évêque émérite
- Laval : Thierry Scherrer
- Le Havre : Jean-Luc Brunin
- Le Mans : Yves Le Saux
- Le Puy-en-Velay : vacant
- Lille : Laurent Ulrich, archevêque métropolitain ; Antoine Hérouard, évêque auxiliaire ; Gérard Defois, archevêque-évêque émérite ; Gérard Coliche, évêque auxiliaire émérite
- Limoges : Pierre-Antoine Bozo
- Luçon : François Jacolin ; Alain Castet, évêque émérite
- Lyon : Olivier de Germay, archevêque métropolitain ; Patrick Le Gal, évêque auxiliaire ; Emmanuel Gobilliard, évêque auxiliaire ; cardinal Philippe Barbarin, archevêque émérite
- Marseille : Jean-Marc Aveline, archevêque métropolitain ; Georges Pontier, archevêque émérite
- Meaux : Jean-Yves Nahmias ; Guillaume Leschallier de Lisle, évêque auxiliaire
- Mende : Benoît Bertrand ; Paul Bertrand, évêque émérite
- Metz : vacant ; Jean-Pierre Vuillemin, administrateur apostolique et évêque auxiliaire ; Jean-Christophe Lagleize, évêque émérite ; Pierre Raffin, évêque émérite
- Montauban : Bernard Ginoux ; Jacques de Saint-Blanquat, évêque émérite
- Montpellier, Lodève, Béziers, Agde et Saint Pons de Thomières : Pierre-Marie Carré, archevêque métropolitain ; Alain Guellec, évêque auxiliaire ; Guy Thomazeau, archevêque émérite
- Moulins : Marc Beaumont
- Nancy-Toul : Jean-Louis Papin
- Nanterre : Matthieu Rougé ; Gérard Daucourt, évêque émérite
- Nantes : Laurent Percerou ; Georges Soubrier, évêque émérite
- Nevers : Thierry Brac de La Perrière
- Nice : André Marceau ; Louis Sankalé, évêque émérite ; Jean Bonfils, évêque émérite
- Nîmes, Uzès et Alès : Nicolas Brouwet ; Robert Wattebled, évêque émérite
- Orléans : Jacques Blaquart ; André Fort, évêque émérite
- Pamiers, Couserans et Mirepoix : Jean-Marc Eychenne
- Paris : vacant ; Georges Pontier, administrateur apostolique ; Thibault Verny, évêque auxiliaire ; Philippe Marsset, évêque auxiliaire ; cardinal André Vingt-Trois, archevêque émérite, Michel Aupetit, archevêque émérite
- Périgueux et Sarlat : Philippe Mousset ; Michel Mouïsse, évêque émérite
- Perpignan-Elne : Norbert Turini
- Poitiers : Pascal Wintzer, archevêque métropolitain ; Albert Rouet, archevêque émérite
- Pontoise : Stanislas Lalanne
- Quimper, Cornouailles et Léon : Laurent Dognin
- Reims : Eric de Moulins-Beaufort, archevêque métropolitain ; Thierry Jordan, archevêque émérite ; Joseph Boishu, évêque auxiliaire émérite
- Rennes, Dol et Saint Malo : Pierre d'Ornellas, archevêque métropolitain
- Rodez et Vabres : vacant
- Rouen : Dominique Lebrun, archevêque métropolitain ; Jean-Charles Descubes, archevêque émérite
- Saint-Brieuc et Tréguier : Denis Moutel ; Lucien Fruchaud, évêque émérite
- Saint-Claude : Jean-Luc Garin
- Saint-Denis : Pascal Delannoy
- Saint-Dié : Didier Berthet ; Jean-Paul Mathieu, évêque émérite ; Paul-Marie Guillaume, évêque émérite
- Saint-Étienne : Sylvain Bataille
- Saint-Flour : Didier Noblot ; Bruno Grua, évêque émérite
- Séez : Bruno Feillet
- Sens et Auxerre : Hervé Giraud, archevêque ; Yves Patenôtre, archevêque émérite ; Georges Gilson, archevêque émérite
- Soissons, Laon et Saint-Quentin : Renauld de Dinechin
- Strasbourg : Luc Ravel, archevêque ; Christian Kratz, évêque auxiliaire ; Gilles Reithinger, évêque auxiliaire ; Joseph Doré, archevêque émérite ; Jean-Pierre Grallet, archevêque émérite
- Tarbes et Lourdes : vacant ; Jacques Perrier, évêque émérite
- Toulouse, Saint Bertrand de Comminges et Rieux : Guy de Kerimel, archevêque métropolitain ; Robert Le Gall, archevêque émérite ; Émile Marcus, archevêque émérite
- Tours : Vincent Jordy, archevêque métropolitain ; Bernard-Nicolas Aubertin, archevêque émérite
- Troyes : Alexandre Joly  ; Marc Stenger, évêque émérite
- Tulle : Francis Bestion ; Bernard Charrier, évêque émérite
- Valence, Die et Saint-Paul-Trois-Châteaux : Pierre-Yves Michel ; Didier-Léon Marchand, évêque émérite
- Vannes : Raymond Centène
- Verdun : Jean-Paul Gusching ; François Maupu, évêque émérite
- Versailles : Luc Crepy ; Bruno Valentin, évêque auxiliaire ; Jean-Charles Thomas, évêque émérite ; Éric Aumonier, évêque émérite
- Viviers : Jean-Louis Balsa ; François Blondel, évêque émérite

- Armées françaises : Antoine de Romanet
- Mission de France : Hervé Giraud, prélat ; Yves Patenôtre, prélat émérite ; Georges Gilson, prélat émérite

### France d'outre-mer
- Basse-Terre et Pointe-à-Pitre : vacant ; David Macaire, administrateur apostolique ; Jean-Yves Riocreux, évêque émérite
- Cayenne : Alain Ransay ; Michel Dubost, administrateur apostolique ; Emmanuel Lafont, évêque émérite
- Mayotte : Charles Mahuza Yava, S.D.S., vicaire apostolique
- Saint-Denis de La Réunion : Gilbert Aubry
- Saint-Pierre et Fort-de-France : David Macaire, archevêque métropolitain ; Michel Méranville, archevêque émérite
- Nouméa : Michel-Marie Calvet, archevêque métropolitain
- Papeete : Jean-Pierre Cottanceau, archevêque métropolitain ; Hubert Coppenrath, archevêque émérite
- Taiohae : Pascal Chang-Soi ; Guy Chevalier, évêque émérite
- Wallis-et-Futuna : Susitino Sionepoe ; Ghislain de Rasilly, évêque émérite

### Églises orientales en France
- Éparchie Notre-Dame-du-Liban de Paris des Maronites : Nasser Gemayel
- Éparchie Saint-Vladimir-le-Grand de Paris des Ukrainiens : vacant ; Hlib Lonchyna, administrateur apostolique
- Éparchie Sainte-Croix-de-Paris des Arméniens : Élie Yéghiayan ; Jean Teyrouz, évêque émérite
- Ordinariat de France des catholiques orientaux : vacant

### Au service du Saint-Siège
Plusieurs évêques français exercent des fonctions dans les services diplomatiques du Saint-Siège ou dans les différents organismes de la Curie romaine.
- Tribunal suprême de la signature apostolique : cardinal Dominique Mamberti, préfet
- Archives secrètes du Vatican et Bibliothèque apostolique vaticane : Jean-Louis Bruguès, archiviste et bibliothécaire émérite
- Congrégation pour le clergé : Joël Mercier, secrétaire émérite
- Conseil pontifical pour la culture : cardinal Paul Poupard, président émérite

- Service diplomatique : François Bacqué, nonce apostolique émérite ; André Dupuy, nonce apostolique émérite ; Jean-Paul Gobel, nonce apostolique émérite.
- Nonciature apostolique en Égypte et délégué apostolique auprès de la  Ligue arabe : Nicolas Thévenin, nonce apostolique
- Nonciature apostolique aux États-Unis : Christophe Pierre, nonce apostolique
- Nonciature apostolique en Slovénie et délégué apostolique au  Kosovo : Jean-Marie Speich, nonce apostolique
- Ordre souverain de Malte : Jean Laffitte, prélat

### Au service de diocèses étrangers

#### Afrique
- Algérie - Alger : Jean-Paul Vesco, OP, archevêque métropolitain ; Paul Desfarges, SJ, archevêque émérite
- Algérie - Constantine : Nicolas Lhernould, évêque
- Algérie - Laghouat-Ghardaïa : Claude Rault, M.Afr, évêque émérite
- Algérie - Oran : Alphonse Georger, évêque émérite
- République du Congo - Impfondo : Jean Gardin, CSSp, évêque émérite
- République du Congo - Ouesso : Yves Monot, CSSp, évêque émérite
- Gabon - Makokou : Joseph Koerber, CSSp, vicaire apostolique
- Gabon - Mouila (en) : Dominique Bonnet, CSSp, évêque émérite
- Maroc - Rabat : Vincent Landel, SCJ Béth, archevêque émérite
- Niger - Niamey : Michel Cartatéguy, SMA, archevêque émérite ; Guy Romano, CSsR, évêque émérite
- Tchad - Mongo : Henri Coudray, SJ, vicaire apostolique émérite
- Tchad - N'Djaména : Charles Vandame, SJ, archevêque émérite

#### Amérique du Sud
- Brésil - Santissima Conceição do Araguaia : Dominique You, évêque
- Brésil - Viana (en) : Xavier de Maupeou, évêque émérite

#### Asie - Océanie
- Cambodge - Phnom-Penh : Olivier Schmitthaeusler, MEP, vicaire apostolique
- Corée du Sud - Andong : René Dupont, MEP, évêque émérite

#### Europe
- Estonie - Estonie : Philippe Jourdan, administrateur apostolique
- Monaco - Monaco : Dominique-Marie David, archevêque ; Bernard Barsi, archevêque émérite
- Turquie - Istanbul : Louis Pelâtre, AA, vicaire apostolique émérite

### Autres situations
- Pierre-Marie Gaschy et Lucien Fischer, vicaires apostoliques émérites des îles de Saint-Pierre et Miquelon, vicariat apostolique supprimé en 2018.
- Jacques Gaillot, évêque titulaire de Partenia.